# Bălteni (gmina w okręgu Vaslui)
Bălteni – gmina w Rumunii, w okręgu Vaslui. Obejmuje miejscowości Bălteni, Bălteni-Deal i Chetrești. W 2011 roku liczyła 1522 mieszkańców.